# Stygobromus hubbsi
Stygobromus hubbsi är en kräftdjursart som beskrevs av Robert Alan Shoemaker 1942. Stygobromus hubbsi ingår i släktet Stygobromus och familjen Crangonyctidae. IUCN kategoriserar arten globalt som sårbar. Inga underarter finns listade i Catalogue of Life.